# Кто в доме хозяин (фильм, 1995)
«Кто в доме хозяин» (англ. Man of the House) — американская комедия. Известен также под названием «Хозяин дома».

## Сюжет
Бен Арчер всегда был очень близок со своей матерью Санди — после того, как их бросил отец, они долго жили вместе, переезжая с места на место, но все мужчины, которые попадались им, не нравились ни матери, ни сыну. Пока в их жизнь не вошёл прокурор Джек Старджес (Чеви Чейз) и всё поменялось. Он не устраивает одиннадцатилетнего головореза, и тот решается избавиться от незваного гостя на этом празднике жизни, объявив ему войну. Но и новоиспеченный папаша не промах, и в его распоряжении найдётся оружие для борьбы с маленьким противником. Включая игры в индейцев и расправу с бандитами.

## В ролях
| Актер/Актриса         | Персонаж               |
| --------------------- | ---------------------- |
| Чеви Чейз             | Джек Старджес          |
| Фэрра Фосетт          | Санди Арчер            |
| Джонатан Тейлор Томас | Бен Арчер              |
| Джордж Вендт          | Чет Бронски            |
| Дэвид Шайнер          | Ллойд Смол             |
| Арт ЛаФлёр            | Ред Суини              |
| Ричард Портноу        | Джой Ренда, Сын Фрэнка |
| Ричард Фороньи        | Марри, Громила Ренда   |
| Питер Аппель          | Тони, Громила Ренда    |
| Чиф Леонард Джордж    | Леонард Ред Кроув      |
| Джордж Грейф          | Франк Джеймс Ренда     |
| Рон Канада            | Боб Юнджер, Босс Джека |
| Кристофер Миранда     | Ханк Суини             |
| Захари Браун          | Норман Бронски         |
| Спенсер Вруман        | Даррил Смол            |
| Николас Гаррет        | Монро Хилл             |
| Джимми Бэйкер         | Юный Бен Аркэр         |
| Джон ДиЗанти          | Ромео Костанца         |
| Шейн Майер            | школьник               |